# Надгробни споменици у порти Српске православне цркве Св. Вазнесења у Руми
Надгробни споменици у порти Српске православне цркве Св. Вазнесења се налази у Руми и под заштитом је Завода за заштиту споменика културе Сремска Митровица. С обзиром да представља значајну историјску грађевину, проглашен је непокретним културним добром Републике Србије.

## Историја
Надгробни споменици у порти Српске православне цркве Вазнесења Господњег су део просторне културно-историјске целине. Они су једини остаци старог гробља које се налазило око цркве и које је, како су зидане нове куће, полако нестајало. Уклоњени надгробни споменици су преношени у порту. Већина је направљена од ружичастог мермера, али има их и неколико од пешчара. Слова су нечитка на великом броју споменика пошто су неко време служили и као калдрма око цркве. Најбоље су се очували они узидани у зид цркве. Један споменик је употребљен као праг на улазу у цркву на јужним вратима. Евидентирано је деветнаест споменика али је за само два утврђено да имају споменичка својства: надгробни споменик од пешчара који се данас налази на северној страни цркве узидан у калдрму, димензије 120×40 центиметара. На врху је урезан линијски крст на голготи са сигнатуром са словним исписом године 1680. као годину подизања споменика. Према подацима представља најстарији очувани надгробни споменик овог типа на територији Војводине. Надгробни споменик Евтимија и Марије Стаић је узидан у зид олтарског дела цркве са северне стране. Споменик, направљен од ружичастог мермера је једноставног изгледа и једини већи украс је слободностојећи крст на врху. На крсту се налази плитко урезан свећњак са сломљеном свећом који означава да је породица изумрла без потомства. Овај надгробни споменик је из 1832. године. Евтимије Стаић је био угледни грађанин Руме и ктитор многих цркава, манастира, хуманитарних и образовних установа на територији Срема. Неке од њих су Карловачка гимназија, црква Светог Вазнесења у Руми, манастир Врдник, сиротишта и болнице. Споменик од пешчара који се налазио у калдрми са северне стране цркве више није на тој локацији јер је приликом уређења цркве пре десетак година, заједно са већином осталих споменика из порте, уклоњен на непознато место. У централни регистар је уписан 27. децембра 1999. под бројем ЗМ 55, а у регистар Завода за заштиту споменика културе Сремска Митровица 6. децембра 1999. под бројем 14.